# Auguste Lamey
Pour les articles homonymes, voir Lamey.
Guillaume-Auguste Lamey, né le 3 mars 1772 à Kehl (Allemagne) et mort le 27 janvier 1861 à Strasbourg, est un magistrat, poète et dramaturge strasbourgeois.

## Biographie
Né à Kehl d'un père alsacien, fabricant et grossiste en Tabac, Auguste Lamey fait ses études au Gymnase protestant de Strasbourg, où il a été l'élève d'Oberlin.
Pendant la révolution, il se fait connaitre par ses premiers poèmes, dont le lyrisme fait penser à Schiller. Sur les conseils de son ami Gottlieb Pfeffel, il va à Paris en 1794, où il obtient un poste de traducteur à l'Imprimerie nationale. Il commence à travailler sur des œuvres théâtrales « romaines », également en français.
EN 1812, il devient douanier à Luneburg, puis retourne à Paris. Il devient juge de paix dans la vallée de Munster en 1816, puis juge d'instruction en 1818 à Altkirch, puis de nouveau juge à Colmar, puis en 1829 à Strasbourg. Il prend sa retraite en 1844.
Lamey fut l'époux d'Alexandrine Pascot, cousine germaine de Delacroix avec qui il entretint une correspondance suivie (45 lettres).
Auguste Lamey est inhumé au cimetière Sainte-Hélène de Strasbourg.

## Œuvres
- Der Pöbelaufruhr zu Straßburg, vom 19ten bis 23ten Julius, 1789. Besungen von einem Raritätenkastenmann. Dorlisheim 1790
- Ode auf den Tag des großen Waffenbundes in Straßburg. Den 13. Junius 1790. Strasbourg 1790.
- Ode an Herrn Baron von Dietrich, erwählten Bürgermeister von Straßburg. 6. Fevrier 1790. Strasbourg 1790, .
- Luckner an sein Heer. Strasbourg 1791.
- Lied der Eintracht. Den Vorstehern und Lehrern der Straßburgischen Universität und den guten Bürgern der Stadt zugeeignet, zum neuen Jahr 1791. Strasbourg 1791.
- Gedichte eines Franken am Rheinstrom. Strasbourg 1791
- Bundesfeyer im 4. Jahre der Freiheit. 14.Juillet 792. Strasbourg 1792.
- Lied am Feste des Ewigen. Strasbourg 1793.
- Revolutionslied. Strasbourg 1793.
- An den Schöpfer. Strasbourg 1794.
- Dekadische Lieder für die Franken am Rhein. Strasbourg 1795.
- Marius zu Carthago. Drama. Paris 1797
- Cato’s Tod. Tragédie en un acte. Strasbourg 1798
- Marius Sextus Wiederkunft. Ein dramatisches Fragment, nach dem Gemälde Guerin's. Paris 1799.
- Ode an Bonaparte. 1799.
- Romulus ou l'origine de Rome. Mélodrame. Paris 1807.Mélodrame en 3 actes en prose, musique Alexandre Piccinni, Théâtre de la Porte-Saint-Martin, 30 mars
- Elvérine de Wertheim. Mélodrame. Paris 1808,
- Irza, ou, les Conjurés a Tescuco. Mélodrame en trois actes, en prose. Paris 1810.
- Hymne zum 3. Jubelfeste der Reformation im Elsaß. Strasbourg 1817,
- Die Weinlese am Vogesus. Eine lyrische Scene. In Musik gesetzt von M. Braun.
- Blätter aus dem Hain. Strasbourg 1836.
- Straßburgs Abschied von Agnes Schebest. Im Namen der Straßburgischen Liedertafel. Strasbourgg 1837.
- Zur Jubelfeier des Gymnasiums: Die Schüler Leybolds. In Strassburger Mundart. Poème. Strasbourg 1838.
- Cantate und Kirchenlied zur dritten Jubelfeyer des Gymnasiums in Straßburg. Gesungen in der Neuen Kirche, 13. Aout 1838. Strasbourg 1838.
- Gedichte. Strasbourg 1839. 2. Ed. Strasbourg 1842.
- Gutenberg oder das Fest der Buchdruckerkunst. Cantate. Strasbourg 1840.
- Abendfest zu Ehren des Herrn J. B. Schwilgué, Vater, le  31. Décembre 1842. Strasbourg 1842.
- Chronik der Elsässer in Liedern und Gemälden. Strasbourg 1845.
- Gedichte. Strasbourg 1852.
- Gedichte. 2 tomes.Strasbourg 1856

## Hommages

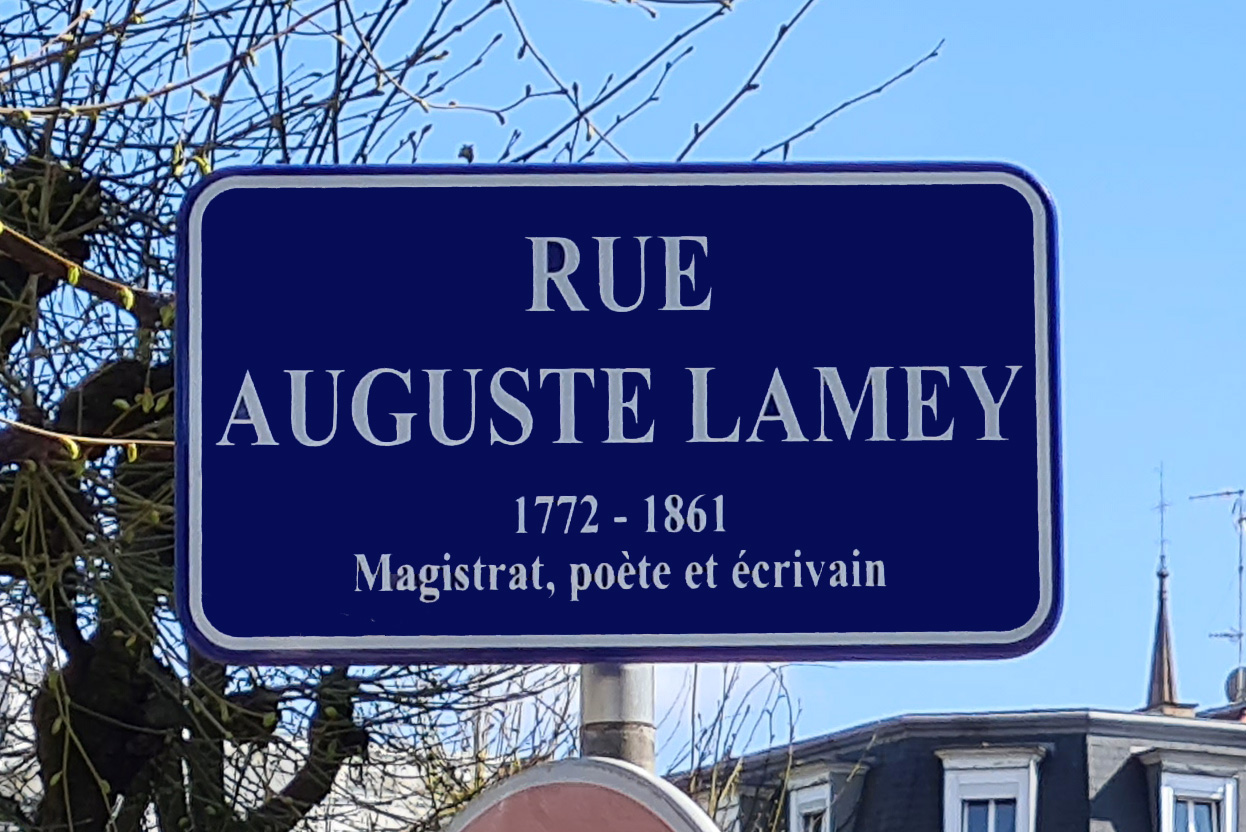
Plaque de rue à Strasbourg.

Une rue de Strasbourg, reliée à la place de la République, porte son nom.